# 與森林共舞
是一部2016年由強·法瑞执导的美国奇幻冒險電影，已於2016年4月15日在美國上映，華特迪士尼影業發行。
改編自1967年迪士尼經典動畫片《森林王子》，該片根據諾貝爾文學獎得主、英國作家吉卜林在19世紀出版的同名故事集《叢林奇譚》改編，講述了印度「狼孩」毛克利的故事。配音包括了史嘉蕾·喬韓森、伊卓瑞斯·艾巴、克里斯多夫·華肯、露琵塔·尼詠歐、比爾·莫瑞等。获得第89届奥斯卡金像奖最佳视觉效果奖。

## 劇情
一個名為毛克利的人類小孩獨自遊蕩在印度叢林中時，被黑豹巴希拉發現而帶去給由公狼阿基拉率領的狼群撫養長大。多年下來，巴希拉試圖將狼群習性教導給毛克利，但毛克利因為身為人類而無法跟上程度，而阿基拉也不准他耍一些人類技巧。不久，森林因為旱季而導致眾多湖水幹涸，所有動物來到僅存的和平岩水潭旁喝水，並因為森林法則所立下的「枯水休戰期」而無需擔心會發生弱肉強食之現象。然而，動物們愉快的喝水心情被一隻兇狠老虎謝利的的現身打斷，對人類懷有敵意的謝利發現毛克利後，警告狼群必須在旱季過後交出他。數日後，雨季來臨，狼群們開始爭論是否要堅守毛克利，但毛克利最終決定離開牠們以保證族群的平安，巴希拉也自願將他送至最近的人類村莊，毛克利和撫養自己長大的母狼拉克莎告別後和巴希拉踏上旅程。
在行進過程中，謝利在一塊長草叢裏偷襲他們，但毛克利還是在巴希拉的掩護下，跟著一群野牛而成功逃跑。謝利因為追蹤不到毛克利的去向，於是來到狼群營地而將阿基拉咬住扔下懸崖，接管領袖地位後打算借此將毛克利引回來。同時，毛克利到達湖邊遇見一條巨蟒卡奧，卡奧以女性聲音和催眠能力讓毛克利陷入幻覺，回憶起他的孩童時代時，曾目睹他的父親被謝利殺死；但他父親手中被稱為「紅花」的火焰，在森林中被視為擁有毀滅力量的武器。在現實，卡奧將陷入催眠的毛克利包裹起來，剛要吞下他時卻被一隻棕熊巴鲁襲擊，使得毛克利昏過去。當毛克利醒後，巴魯希望毛克利能幫它搜集過冬用的蜂蜜作為答謝，而毛克利也在這段期間和巴魯增進情誼、成為好朋友。
巴希拉最終找到毛克利後，原本對他沒有跑去人類村莊而惱火，但巴魯希望他們能睡上一覺後再來談論。當晚，毛克利注意到一群大象圍在一個地洞旁，發現是一隻小象被困在洞裏後，利用自己的繩子技巧而協助牠們將小象救上去。在毛克利獲得象群的致謝後，巴希拉和巴魯對此感到訝異與佩服。但巴希拉得知阿基拉的死以及謝利接管森林的事情後，為了不讓毛克利正中謝利的下懷，巴希拉拜託巴魯能疏遠毛克利而讓他自行去人類村莊。為此認同的巴魯照做後，毛克利開始鬧彆扭，但此時一群猴子將毛克利抓走帶至位於山頂的神廟遺跡中，讓毛克利會見猴子們的大王，一隻巨猿路易王。路易王認為只要是人類都能造出火焰來統治森林，於是打算讓毛克利為它做出火焰以交換庇護謝利的威脅。
當巴希拉和巴魯趕到後試圖讓毛克利偷溜出去，但他們還是被猴子們發現，巴希拉和巴魯只能留下來擋住猴子群進攻。路易王獨自追逐毛克利，並告訴他關於謝利殺死阿基拉的事情，但路易王巨大的爬行動作卻導致神廟坍塌而被壓在石堆裏。毛克利得知巴希拉知道這件事卻選擇隱瞞，在一氣之下來到人類村莊偷走一根火把作為武器，跑回森林準備去找謝利對峙，但途中火苗意外飄落在林中引發森林火災。當所有動物被毛克利引到和平岩前時，謝利嘲諷毛克利引發火災而成為森林公敵，但毛克利最終將火把扔進水中而讓謝利的觀點無效，並使所有動物開始聯合抗擊謝利。在巴魯、巴希拉、拉克莎和眾狼群開始合力阻擋謝利時，毛克利聽從巴希拉的建議而開始往森林裏跑，謝利則緊追在後。
毛克利來到森林中找到一棵死樹後開始設置陷阱，謝利被他引到死樹上後，聲言自己會像當初殺死毛克利父親一樣殺死他。但毛克利大喊自己不怕牠，跳至自己事先綁好的秋千上，而謝利因為死樹幹無法支撐牠的體重，最後直接掉下去葬身火海。毛克利平安下去後遇見自己幫過的象群，象群為了答謝他而聯合將河流改道、流入森林而滅掉森林火焰，讓所有動物目睹難忘一幕後全部團結起來。事後，拉克莎接管狼群領袖位置，巴魯成為狼群家族的一份子，毛克利開始在實地方面活用自己的技巧，並將森林作為真正屬於他的家。

## 角色

### 人類
| 演員      | 角色   | 介紹                                                 |
| --------- | ------ | ---------------------------------------------------- |
| 尼爾·塞西 | 毛克利 | 狼孩，從小和狼一起長大，也學會了關於森林的各種知識。 |

### 動物
| 演員            | 角色      | 種類         | 介紹                                                                       |
| --------------- | --------- | ------------ | -------------------------------------------------------------------------- |
| 比爾·莫瑞       | 巴鲁      | 喜瑪拉雅棕熊 | 一隻愛吃蜂蜜的大熊，幽默風趣，和毛克利是好友。                             |
| 本·金斯利       | 巴希拉    | 黑豹         | 一隻溫和可親的黑豹，將年幼的毛克利送給狼族養大，負責守護及訓練毛克利。     |
| 吉安卡洛·伊坡托 | 阿基拉    | 伊朗狼       | 一隻領導著狼群的公狼，也是森林的領袖。                                     |
| 露琵塔·尼詠歐   | 拉克莎    | 伊朗狼       | 一隻將毛克利撫養長大的母狼，對待毛克利如同親生兒子一般。                   |
| 伊卓瑞斯·艾巴   | 謝利·可汗 | 孟加拉虎     | 一隻兇神惡煞的大老虎，曾經被人類傷害過，因此對人類有著極大的恨意。         |
| 史嘉蕾·喬韓森   | 卡奥      | 網紋蟒       | 一條口齒伶俐的女性蟒蛇，擁有催眠性的聲音，會將獵物陷入催眠狀態後將其吃掉。 |
| 克里斯多夫·華肯 | 路易王    | 巨猿         | 一隻巨型猩猩，猴子帝國的國王，一直渴望得到火焰來統治森林。                 |

## 製作
繼《少年Pi的奇幻漂流》後，陰森凶狠的老虎、果斷的狼群領袖、不懷好意的猿猴、和心機鬼魅的蟒蛇等等，都將栩栩如生的出現在大銀幕，與小男孩一起走一段心靈的成長之旅。
導演強·法瑞這次放棄有經驗的童星，透過海選挑上從沒拍過電影的十歲男孩尼爾·塞西扛重任，詮釋全片唯一的人類角色──孤兒“毛克利”， 強·法瑞說：“沒有匠氣及鑿痕的演出很自然。”

## 發行

### 評價
《與森林共舞》發行後獲得佳評如潮，爛番茄新鮮度95%，基於315條評論，平均分為7.72/10，而在Metacritic上得到77分，代表「普遍好評」，IMDB上得7.6分，收穫普遍讚譽。
2022年9月，爛番茄根據網站內的評分，整理迪士尼從1994年至2022年為止發表的19部真人翻拍電影排行榜，《與森林共舞》排名第1名。

### 票房
| 上一届： 《老板》                 | 2016年美国周末票房冠军 第16-18周     | 下一届： 《美國隊長3：英雄內戰》      |
| 上一届： 《火锅英雄》             | 2016年中国内地一周票房冠军 第16-17周 | 下一届： 《北京遇上西雅图之不二情书》 |
| 上一届： 《狩獵者：凜冬之戰》     | 2016年台灣週末票房冠軍 第16-17周     | 下一届： 《美國隊長3：英雄內戰》      |
| 上一届： 《狩獵者：凜冬之戰》     | 2016年台北週末票房冠軍 第16-17周     | 下一届： 《美國隊長3：英雄內戰》      |
| 上一届： 《變種特攻：天啟滅世戰》 | 2016年香港一週票房冠軍 第22週        | 下一届： 《非常盜2》                  |

## 外部連結
- 與森林共舞的Facebook專頁
- 互联网电影数据库（IMDb）上《與森林共舞》的资料（英文）
- Box Office Mojo上《與森林共舞》的資料（英文）
- 爛番茄上《與森林共舞》的資料（英文）
- Metacritic上《與森林共舞》的資料（英文）
- AllMovie上《與森林共舞》的资料（英文）
- 雅虎香港電影上《與森林共舞》的資料（繁體中文）
- Yahoo奇摩電影上《與森林共舞》的資料（繁體中文）
- 開眼電影網上《與森林共舞》的資料（繁體中文）
- 时光网上《與森林共舞》的資料（简体中文）
- 豆瓣电影上《與森林共舞》的資料 （简体中文）